# Sven av Arboga
Sven av Arboga är ett lokalt svenskt helgon -  24 September helgondag.
Den äldsta skriftliga källan, en krönika skriven av en franciskanermunk, antas vara skriven på 1300-talet. Där står det, att helige Sven var en "renlefnadsman" (=munk) som blev mördad av ogärningsmän; nyare källor anger, att han vördades och bevarades i folkminnet som "Arbogas första martyr". Helige Svens kapell (ruin) och helige Svens källa ligger båda några hundra meter söder om Arbogaån. Kapellet är utmärkt med en skylt, medan källan blivit igensatt i samband med utdikningar och vägbyggen under 1900-talet.
I Arboga finns två relativt stora stenkyrkor från 1100-talet, som är bland de äldsta i landet, Nikolaikyrkan och Säterbo kyrka, och detta visar på att helige Sven med stor sannolikhet led martyrdöden god tid innan dess, då stora stenkyrkor måste betyda ett välbärgat och gott förankrat kristet samhälle och mindre risk att bli mördad för sin tro. Antagligen dog han före eller möjligtvis strax efter sekelskiftet 1100.
Enligt traditionen blev Sven mördad av hedningar i en offerlund strax söder om Arbogaån. Källan som välde fram där hans blod flöt har burit hans namn åtminstone sedan 1400-talet.  Ekarna har huggits ner och stenarna i den hedniska offerlunden togs bort (men det finns nya ekar och andra stenar kvar så man ser än idag var den legat) till Treenighetens, Guds Moders och helige Svens ära och man byggde en liten kyrka av stenarna. Kyrkan, idag en ruin, kallas helige Svens kapell. Än idag heter gatan och bron som leder till hans kyrkoruin Kapellgatan och Kapellbron. Under 1890-talet påträffade man under en arkeologisk utgrävning ett relikskrin under kyrkoruinen, men det är inte säkert vems reliker det innehåller.